# ایوو ارگوویچ
ایوو ارگوویچ (کرواتی: Ivo Ergović؛ زادهٔ ۲۴ دسامبر ۱۹۶۷) بازیکن فوتبال اهل کرواسی بود.
از باشگاه‌هایی که در آن بازی کرده‌است می‌توان به باشگاه فوتبال اوسیک و باشگاه فوتبال ردبول زالتسبورگ اشاره کرد.
وی همچنین در تیم ملی فوتبال کرواسی بازی کرده‌است.